# Крейцмейсель

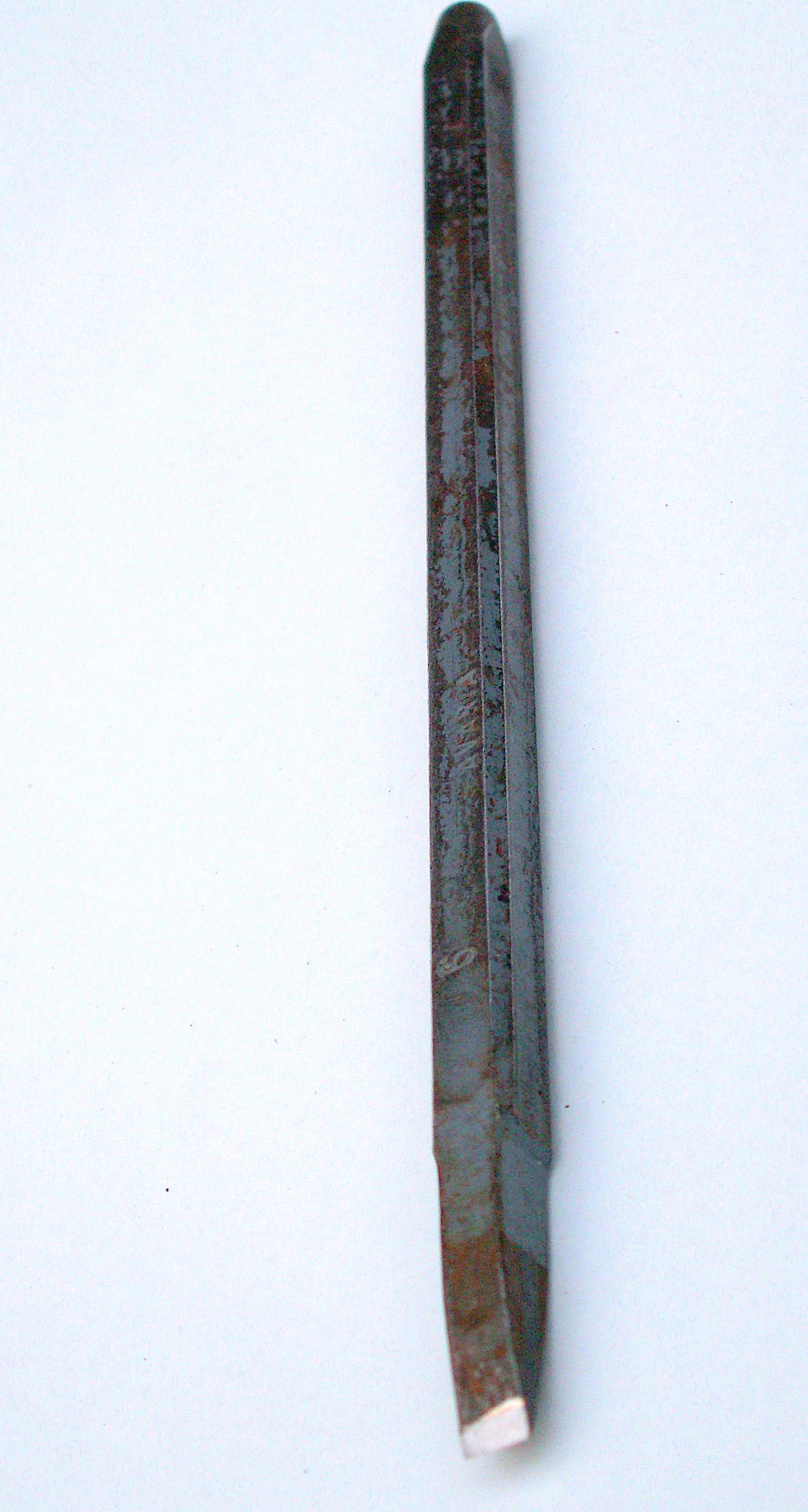
Слюсарний крейцмейсель

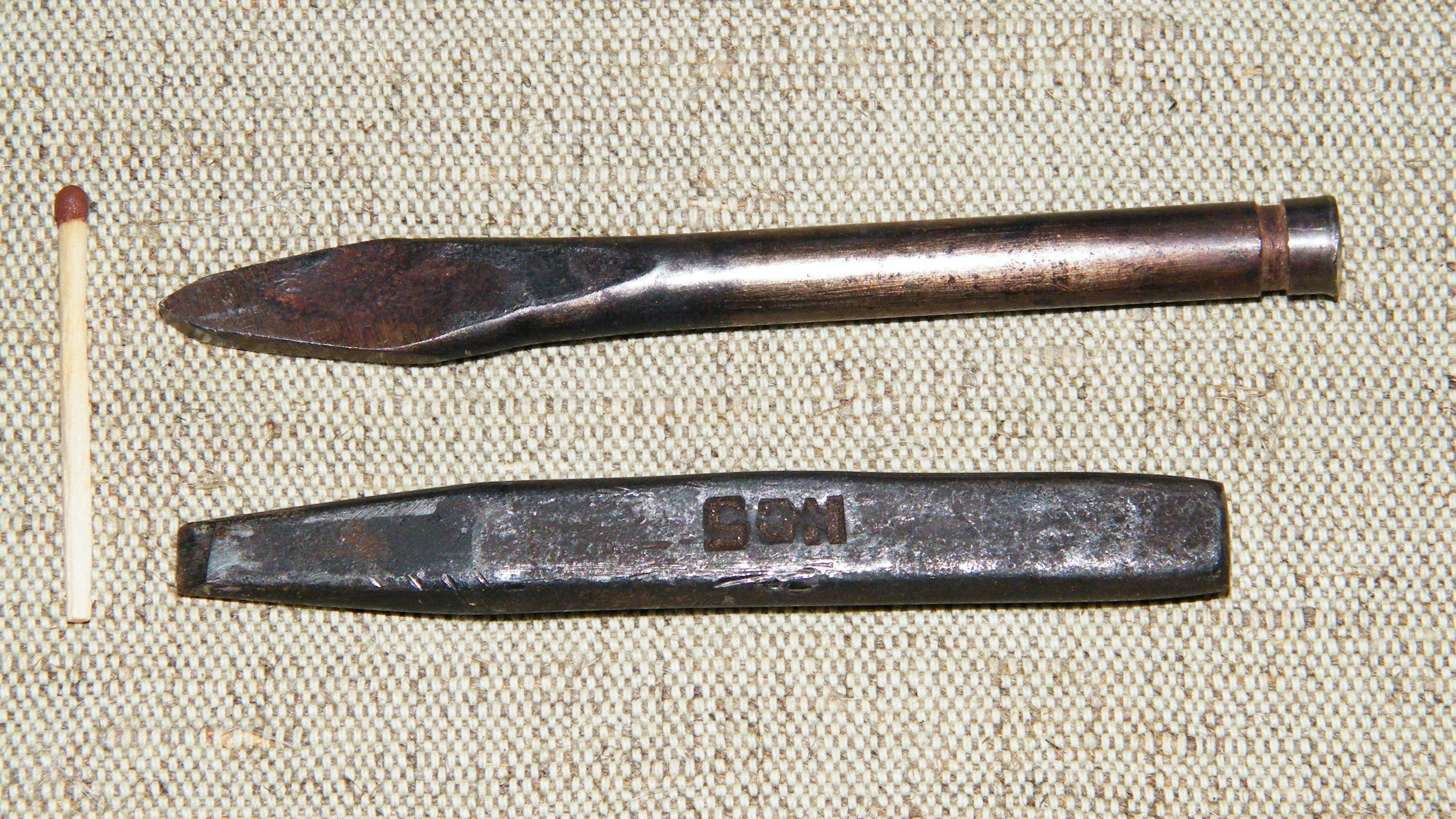
Крейцмейсель-рівцевик (вгорі), слюсарне зубило (внизу)

Крейцме́йсель (від нім. Kreuz — хрест та Meißel — зубило) — ручний слюсарний різальний інструмент, різновид зубила з вузькою різальною крайкою.
Крейцмейсель призначений для вирубування вузьких рівців, шпонкових пазів, заглибин тощо в металевих виробах твердістю не вище за HRC 32.
Кути загострення крейцмейселів (α) 45, 60 і 70º і виготовляють їх довжиною (L) 125, 160, 200 мм. Ширина (b) робочої частини становить 2, 5, 8, 10, 12 мм. Матеріали для виготовлення: інструментальна сталь марок 8ХФ, У7А, У8А.
Робочу частину крейцмейселя гартують і відпускають. Твердість робочої частини крейцмейселя становить: HRC 56…60 (8ХФ) або HRC 54…58 (У7А, У8А), ударної частини: HRC 41,5…46,5 (8ХФ) або HRC 36,5…41,5 (У7А, У8А).
Для вирубування профільних рівців — півкруглих, двогранних та інших — застосовують спеціальні крейцмейселі, що мають назву рівцевики. Їх виготовляють із сталі У8А довжиною 80, 100, 120, 150, 200, 300 і 350 мм з радіусом закруглення 1; 1,5; 2; 2,5 і 3 мм.
Приклад умовного позначення слюсарного крейцмейселя з кутом загострення α = 60°, шириною різальної крайки b = 8 мм, зі сталі марки 8ХФ, з покриттям Н12.Х1:
Крейцмейсель 2814-0017 8ХФ Н12.Х1 ГОСТ 7212-74.
Надійність крейцмейселів визначається прорубуванням рівця в зразку із сталі марки 45 за з твердістю HRC 30…32, глибиною не менше від 3 мм і довжиною не менше від 200 і 300 мм для крейцмейселів довжиною до 160 мм, виготовлених відповідно з вуглецевої і легованої сталей, і 300 і 400 мм для крейцмейселів інших довжин.
Критерієм граничного стану є поява критичних дефектів на ударній та робочої частинах крейцмейселя або поява радіусу затуплення на робочій частині понад 0,4 мм.